# 陈登 (临夏)
陈登，中华人民共和国政治人物、全国脱贫攻坚先进个人。

## 生平
陈登任甘肃省临夏回族自治州临夏县掌子沟乡白土窑村原驻村第一书记，南光（集团）有限公司（中国南光集团有限公司）南光航空燃料服务有限公司副经理。因在脱贫攻坚战中作出突出贡献，2021年2月25日全国脱贫攻坚总结表彰大会上，陈登被授予“全国脱贫攻坚先进个人”。